# Flashforward (novela)
Flashforward, también conocida como Recuerdos del futuro, es una novela de ciencia ficción del autor canadiense Robert J. Sawyer publicada por primera vez en 1999. La novela inspira la serie de 2009 del mismo nombre.

## Argumento
La novela transcurre en el año 2009. En el CERN, el acelerador LHC realiza su búsqueda tras el bosón de Higgs.  El experimento tiene un único efecto colateral: la raza humana al completo pierde la consciencia durante cerca de dos minutos. Durante ese periodo, casi todo el mundo se ve a sí mismo en el futuro (unos 21 años después). Cada persona experimenta su propio futuro a través de los sentidos de su futuro yo. Este flashforward resulta en incontables muertes y accidentes a causa de la pérdida del control de los mismos durante el experimento. 